# Буда (Прахова)
Буда (рум. Buda) насеље је у Румунији у округу Прахова у општини Рафов. Oпштина се налази на надморској висини од 88 m.

## Становништво
Према подацима из 2002. године у насељу је живело 1114 становника, од којих су сви румунске националности.